# Пекінський національний стадіон
Пекінський національний стадіон (кит.: 北京国家体育场) — багатофункціональний спортивний комплекс, створений для проведення літніх Олімпійських ігор 2008 року в Пекіні, КНР. На стадіоні, крім проведення спортивних змагань, відбулися церемонії відкриття та закриття Олімпіади 2008 року. Будівництво стадіону розпочато в грудні 2003 року за проєктом бюро Herzog & de Meuron Architekten. Відкриття стадіону відбулося в березні 2008 року.

## Галерея

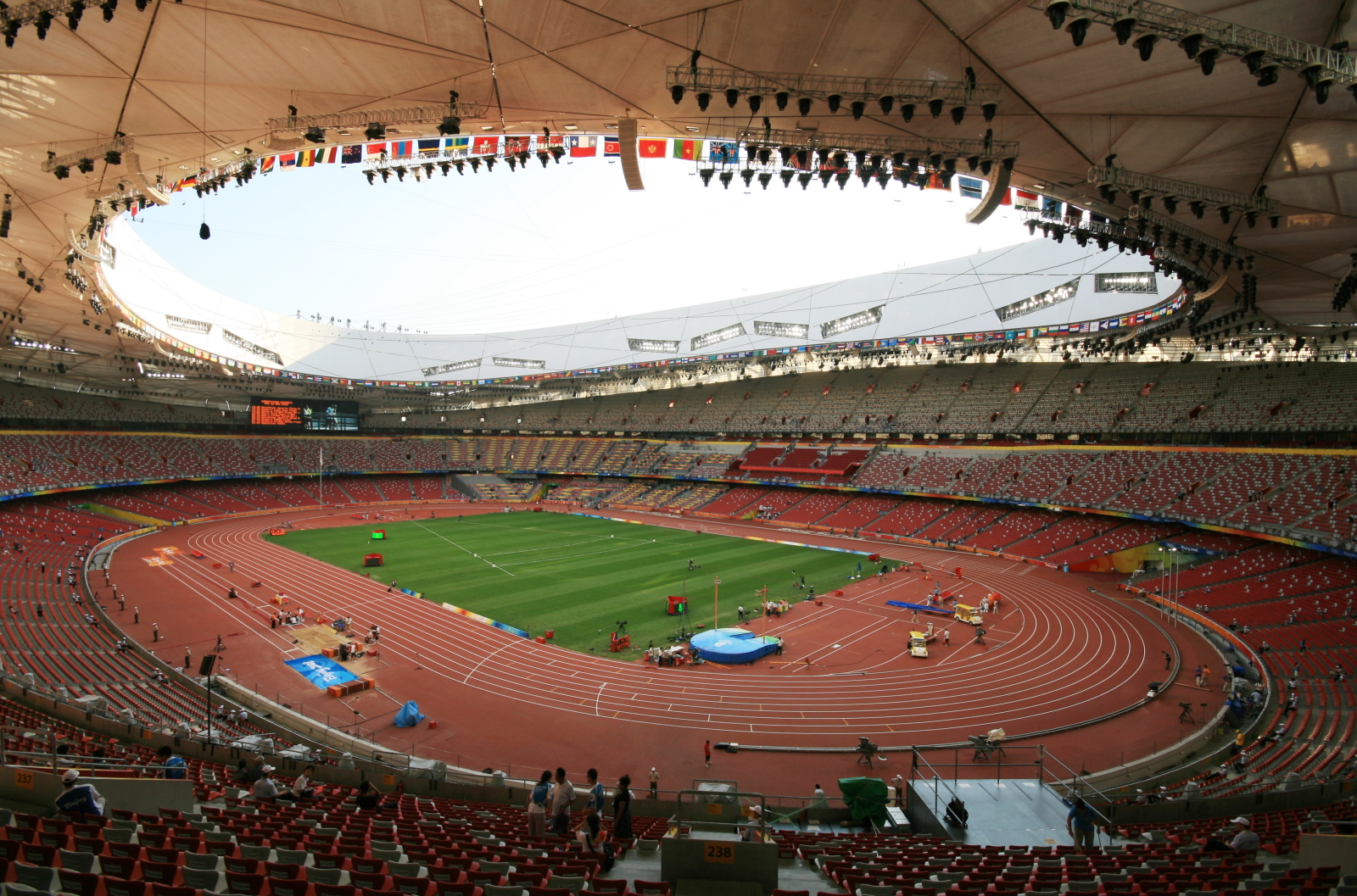
Вигляд з середини
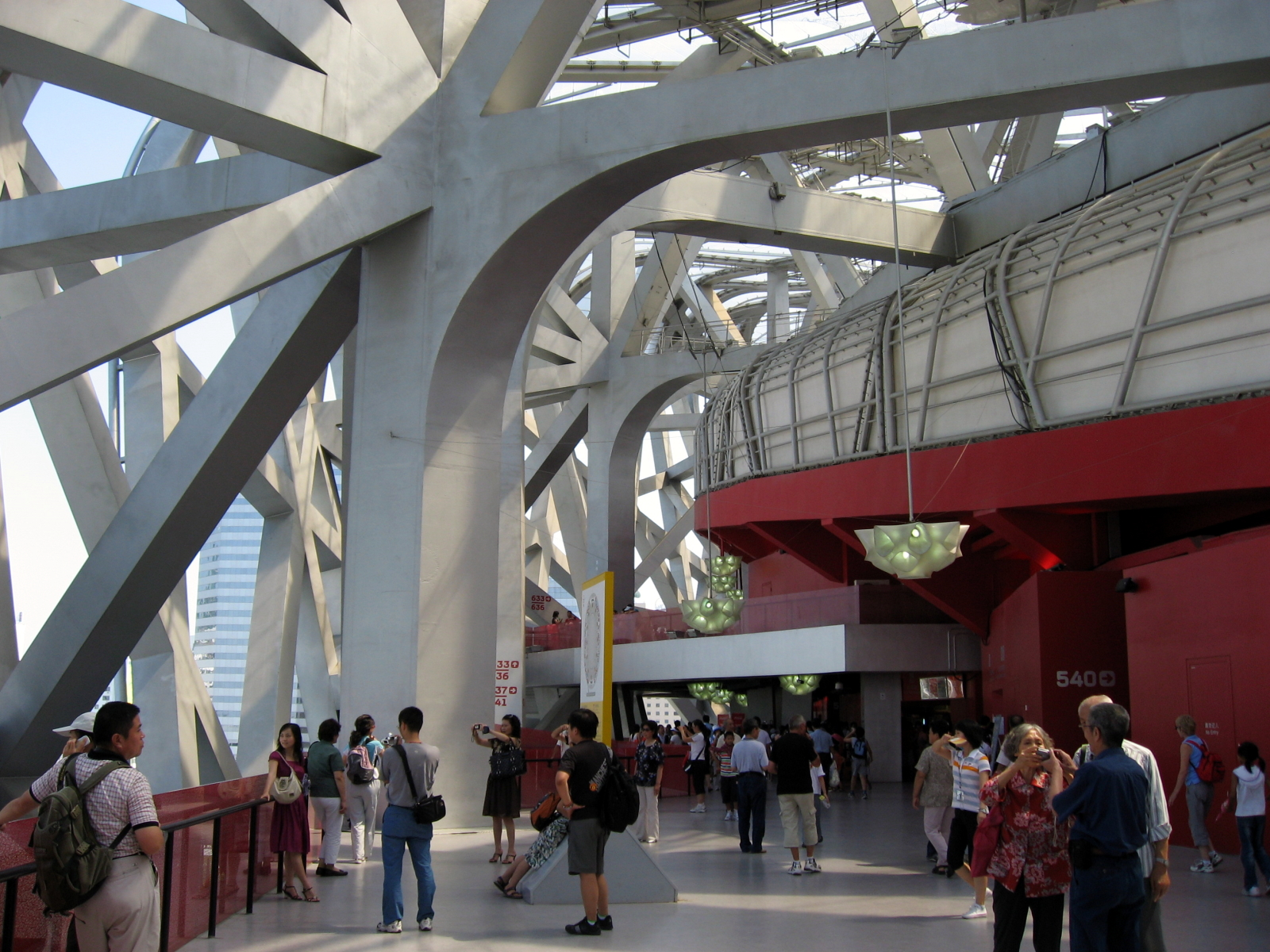
Інтер'єр стадіону
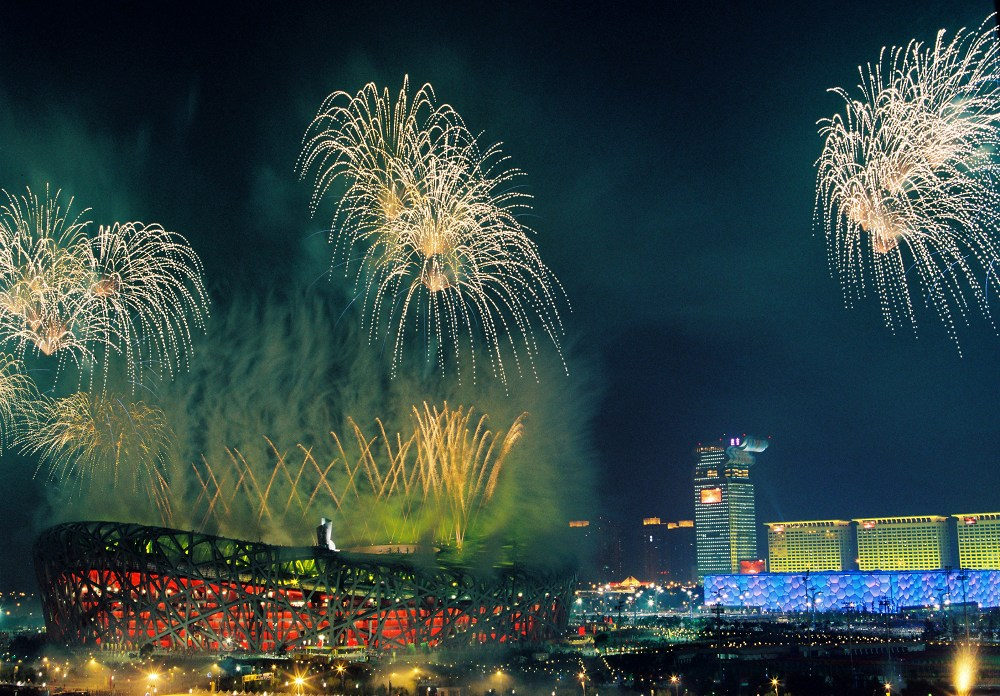
Під час церемонії відкриття Літніх Олімпійських ігор 2008 року
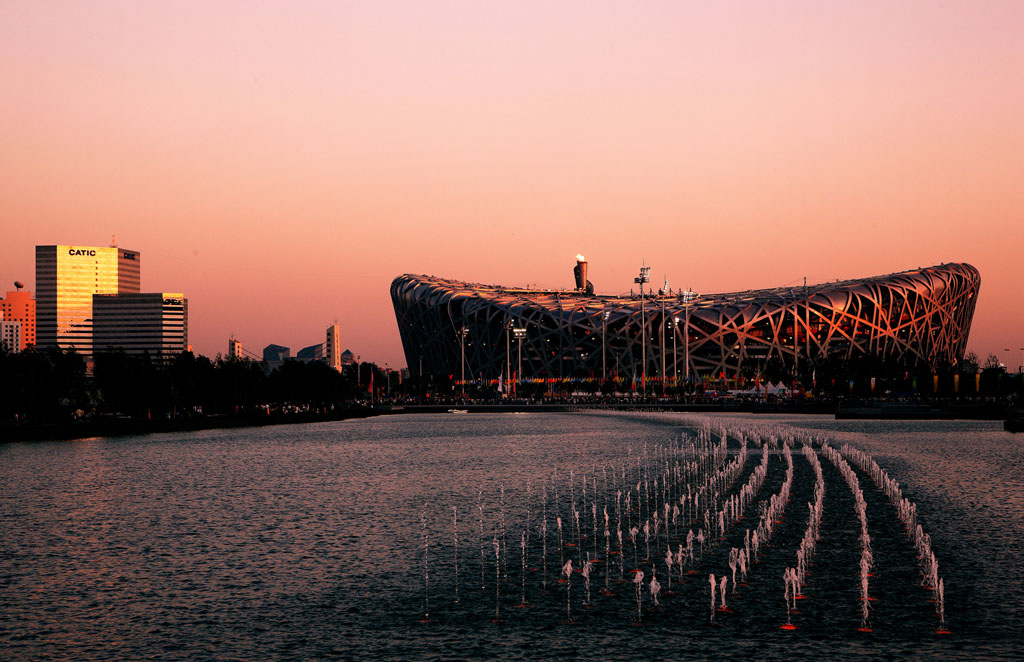
Пекінський національний стадіон ввечері